# Olga Knórring
Olga Évertovna Knórring-Neustrúyeva (Olga von Knórring antes de 1917) (transliteración del ruso cirílico Ольга Эвертовна Кнорринг-Неуструева (23 de abriljul./ 5 de mayo de 1887greg. - 1978 ) fue una botánica rusa. Realizó extensas expediciones botánicas por el Asia Central, en 1914 organizada por la "Sociedad Estatal de Migraciones"; y otra expedición entre 1931 a 1932 por el "Instituto del Caucho & Gutapercha".

## Algunas publicaciones
- Komarov, v.l., s.g. Gorshkova, m.m. Il'in, o.e. Knorring, o.i. Kuzeneva, o.a. Murav'eva, a.i. Tolmachev, b.k. Shishkin, e.i. Shteinberg, i.t. Vasil'chenko. 1970. Sileneoidae. pp. 438–554 en Flora of the U.S.S.R. Vol. 6, Centrospermae, eds. V. L. Komarov & B. K. Shishkin. Jerusalem: Israel Program for Scientific Translations.

## Honores
- medalla de oro de la Sociedad Geográfica de la URSS

### Membresías
- de la Sociedad Geográfica de la URSS
- de la Sociedad Botánica de la URSS

### Eponimia
Género
- (Polygonaceae) Knorringia (Czukav.) S.P.Hong[3]

Especies (4 + 19 + 4 + 4 + 1 registros)
- (Asteraceae) Seriphidium knorringianum (Krasch.) Poljakov[4]

- (Cyperaceae) Carex knorringiae Kük. ex B.Fedtsch. & V.I.Krecz.[5]

- (Fabaceae) Astragalus knorringianus Boriss.[6]

- (Lamiaceae) Phlomoides knorringiana (Popov) Adylov, Kamelin & Makhm.[7]

- (Liliaceae) Tulipa neustruevae Pobed.[8]

- (Orchidaceae) Dactylorhiza knorringiana (Kraenzl.) Dickoré[9]

- La abreviatura «Knorring» se emplea para indicar a Olga Knórring como autoridad en la descripción y clasificación científica de los vegetales.[10]